# Rikudo Koshi
Kōshi Rikudō (六道 神士, Rikudō Kōshi , nascido em 16 de novembro de 1970) é um artista de mangá japonês. Rikudō se formou na Universidade Kyushu Sangyo e mora em Dazaifu, Fukuoka. Seu trabalho mais popular é Excel Saga, um mangá que ele mesmo descreve como um trabalho que lida com os aspectos cotidianos da vida no Japão. A versão anime de Excel Saga contém histórias dos cinco primeiros volumes do mangá, e ainda apresenta Rikudo como personagem.